# 佐々木義之
佐々木 義之（ささき よしゆき、1942年8月30日 - ）は、日本の農学者。農学博士、京都大学名誉教授。農業者大学校校長・講師。専門は畜産学・草地学、応用動物科学、基礎獣医学・基礎畜産学。徳島県出身。

## 経歴
- 1965年 - 京都大学農学部卒業
- 1970年 - 京都大学大学院農学研究科博士課程単位修得修了
- 1970年-1974年 - 宮崎大学農学部助手
- 1974年-1989年 - 京都大学農学部助教授
- 1977年-1978年 - 米国アイオワ州立大学訪問教授
- 1989年-1997年 - 京都大学農学部教授
- 1997年-2006年 - 京都大学大学院農学研究科教授
- 2006年 - 京都大学名誉教授

## 役職
- 独立行政法人農業・食品産業技術総合 研究機構農業者大学校校長
- 公益社団法人 大日本農会農芸委員

他

## 受賞学術賞
- 1982年 日本畜産学会賞
- 2001年 日本実験動物学会最優秀論文賞
- 2023年 瑞宝中綬章[2][3]

## 著書
- 動物遺伝育種学事典 (2001) 出版社：朝倉書店
- 家畜ゲノム解析と新たな家畜育種戦略 (2000) 出版社：シュプリンガーフェアラーク東京（株）
- 新編畜産学概論 (2000) 出版社：養賢堂
- F1生産の理論と実践 (1999) 出版社：（株）肉牛新報社
- 動物遺伝育種学実験法 (1998) 出版社：朝倉書店
- 新家畜育種学 (1996) 出版社：朝倉書店
- 新編畜産大事典 (1996) 出版社：養賢堂
- 動物の遺伝と育種 (1994) 出版社：朝倉書店
- 動物生産学概論 (1992) 出版社：川島書店
- 最小自乗分散分析法 (1989) 出版社：京都大学家畜育種学研究室講義録シリーズ第2号
- 種畜評価法の理論と応用 (1989) 出版社：京都大学家畜育種学研究室講義録シリーズ第1号
- 生物統計学 (1988) 出版社：朝倉書店
- 畜産ハンドブック. 2章. 家畜の育種 (1984) 出版社：講談社サイエンティフィック

## 共著
- Association of single nucleotide polymorphisms in the endothelial differentiation sphingolipid G-protein-coupled receptor 1 gene with marbling in Japanese Black beef cattle
- ウシADAM12第2エキソンの解析および全長cDNAのクローニング
- 大分県および兵庫県における黒毛和種の産肉性形質に関する遺伝的趨勢
- 畜産の研究　第63巻・第1号

その他研究（委託研究・特許も含め）多数。

## 講義
- 動物生産学各論 ～農者大シラバス～ - 農業者大学校

他